# How to Be a Player
How to Be a Player – ścieżka dźwiękowa z filmu Def Jam's How to Be a Player, wydana 5 sierpnia 1997 roku.

## Lista utworów
1. "Intro" (Max Julien)
2. "Big Bad Mamma" (Foxy Brown & Dru Hill)
3. "Hard To Get (Revisited)" (Rick James & Richie Rich)
4. "I Gotta Know" (Foxy Brown & Playa)
5. "Young Casanovas" (Junior M.A.F.I.A., Kam, Mace)
6. "Down Wit Us" (Redman)
7. "The Usual Suspects" (Fatal, Mic Geronimo, Cormega & DMX)
8. "How to Be a Playa" (Master P, Fiend & Silk)
9. "It's a Cold Day [The Funk Wit U Mix]" (Belita Woods, Too Short & George Clinton)
10. "Interlude" (Max Julien)
11. "Street 2 Street" (Jayo Felony)
12. "In the Wind" (Eightball & MJG)
13. "Never Seen Before" (EPMD)
14. "Never Wanna Let You Go" (Absoulute)
15. "When the Playas Live" (Crucial Conflict)
16. "Troublesome" (2Pac)
17. "Say What" (Dymond)
18. "If U Stay Ready [Remix]" (Suga Free)
19. "Don't Ever" (Black Azz Chill)
20. "Outro" (Max Julien)